# Mistr Worcesterova Nesení kříže
Mistr Worcesterova Nesení kříže, něm. „Meister der Worcester-Kreuztragung“, ang. „Master of the Worcester Carrying of the Cross“ byl bavorský gotický malíř aktivní v letech 1420-1430.

## Dílo
Označení malíře se vztahuje k oltářní desce s Nesením kříže, která byla ve Worcesterově sbírce a nyní se nachází v Art Institute of Chicago. Jsou mu připisovány také kresby Posmívání Kristu (British Museum, Londýn) a předběžná studie ke Kalvárii (Städelsches Kunstinstitut, Frankfurt nad Mohanem).
Malíř je považován za skutečného průkopníka umělecké obnovy v jižním Německu po roce 1420 a jeho věhlas trval až do počátku 16. století. Vliv umělce měl mimořádný dosah a kopie a citace jeho díla lze nalézt v Norimberku, Nördlingen, Augsburgu, Mnichově, Vídni, Salcburku, Vratislavi a Krakově. V Regensburgu působili nejméně tři iluminátoři, které lze považovat za jeho žáky.
Jeho kresebný styl je odvozen z knižních iluminací. Ovlivnil ho okruh vídeňského Mistra votivního oltáře ze St. Lambrecht a pro repertoár postav a gest vyjadřujících emoce čerpal inspiraci také na severu Itálie. Hlavním námětem umělce je Utrpení Krista, obklopeného zuřícím davem nepřátel. Ti jsou podáni s expresivitou a brutalitou, která nemá v tehdejší Evropě obdobu. Divák je vtahován do děje, který povzbuzuje starozákonní zbožnost a pokání.